# 紀元前527年
紀元前527年（きげんぜんごひゃくにじゅうななねん）は、西暦（ローマ暦）による年。
紀元前1世紀の共和政ローマ末期以降の古代ローマにおいては、ローマ建国紀元227年として知られていた。紀年法として西暦（キリスト紀元）がヨーロッパで広く普及した中世時代初期以降、この年は紀元前527年と表記されるのが一般的となった。

## 他の紀年法
- 干支 : 甲戌
- 日本
  - 皇紀134年
  - 安寧天皇22年
- 中国
  - 周 - 景王18年
  - 魯 - 昭公15年
  - 斉 - 景公21年
  - 晋 - 昭公5年
  - 秦 - 哀公10年
  - 楚 - 平王2年
  - 宋 - 元公5年
  - 衛 - 霊公8年
  - 陳 - 恵公7年
  - 蔡 - 平侯4年
  - 曹 - 平公元年
  - 鄭 - 定公3年
  - 燕 - 共公2年
  - 呉 - 余昧4年
- 朝鮮
  - 檀紀1807年
- ベトナム :
- 仏滅紀元 : 18年
- ユダヤ暦 : 3234年 - 3235年

## できごと

### ギリシア
- アテナイの僭主ペイシストラトスが死去し、その子ヒッピアスが実権を掌握した。

### 中国
- 呉の王、余昧が死去し、寿夢の遺命により公子季札に王位が譲られることとなったが、季札はこれを拒んだため、呉王僚が即位した。
- 蔡の朝呉が鄭に亡命した。
- 晋の荀呉が兵を率いて鮮虞に進攻し、鼓を包囲した。

## 死去
- ペイシストラトス -古代アテナイの貴族、僭主
- マハーヴィーラ - ジャイナ教の開祖（異説あり ⇒ マハーヴィーラ#生没年について）
- 余昧 - 春秋時代の 呉の王
- 太子寿（中国語版） - 周の景王の嫡長子、6月9日に死去
- 穆后（中国語版） - 周の景王の妃、太子寿の母、8月23日に死去